# Shepherdia
Shepherdia, anomenat en anglès: buffaloberries o bullberries, és un gènere de petits arbust dins la famíliae Elaeagnaceae.
Són plantes natives del nord i de l'oest d'Amèrica del Nord. Són plantes actinorizes, és a dir, no lleguminoses però que fan la fixació del nitrogen.

## Taxonomia
Té tres espècies:
- Shepherdia argentea — Silver buffaloberry.[2]
- Shepherdia canadensis — Canada buffaloberry.
- Shepherdia rotundifolia — Round-leaf buffaloberry; endemisme del sud de Utah i el nord d'Arizona.

## Fruits
Són amargants, sovint s'ha dit que se'ls mengen els ossos abans d'hivernar per mantenir el seu greix.
Són comestibles pels humans i les gelades en milloren el gust.